# Ludwig Hülgerth

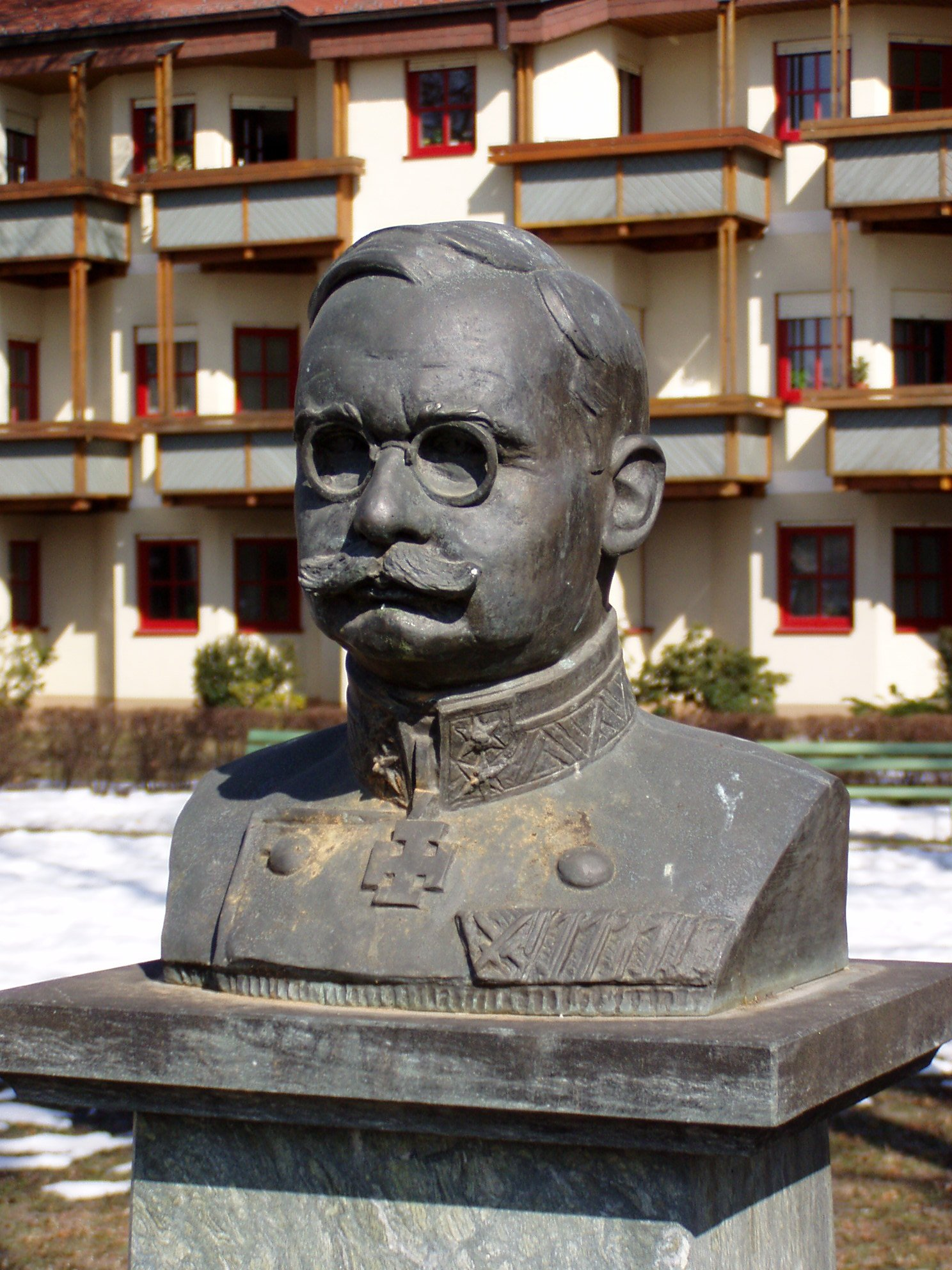
Büste von Ludwig Hülgerth im Hülgerthpark in Klagenfurt

Ludwig Hülgerth (* 26. Jänner 1875 in Wien; † 13. August 1939 auf Schloss Rottenstein, St. Georgen am Längsee, Kärnten) war ein österreichischer Feldmarschallleutnant und Politiker.

## Leben
Hülgerth wurde als Sohn eines k. u. k. Majors geboren und beschloss ebenfalls, die Laufbahn eines Berufsoffiziers einzuschlagen. Ab dem Jahr 1893 diente er beim Feldjägerbataillon in Villach, kam dann zum Klagenfurter Landwehrregiment, wo er im Jahr 1914 zum Hauptmann ernannt wurde.

### Erster Weltkrieg und Kärntner Abwehrkampf
Im Ersten Weltkrieg war er an der russischen, französischen und italienischen Front eingesetzt und stieg zum Oberstleutnant auf. Er war unter anderem bei der Erstürmung des Kleinen Pal dabei.
Aufgrund der Bedrohung Kärntens durch den sich formierenden SHS-Staat, der auch Teile Kärntens für sich beanspruchte, wurde Hülgerth am 2. November 1918 vom Kärntner Landesausschuss zum Oberkommandanten einer Polizeitruppe ernannt. Am 25. November 1918 wurde er vom Staatsamt für Heerwesen in Wien zum Landesbefehlshaber von Kärnten ernannt. In dieser Funktion leitete er die militärischen Aktionen der Volkswehr im Kärntner Abwehrkampf.
Nach dem Abwehrkampf war Hülgerth zunächst nur als Bataillonskommandant im Burgenland eingesetzt. Erst 1923 wurde er zum Oberst befördert und Regimentskommandant, vom 12. Mai 1923 bis 21. Juni 1923 des Burgenländisch-Niederösterreichischen Infanterieregiments Carl Herzog von Lothringen Nr. 13 des Bundesheeres und vom 21. Juni 1923 bis 31. Dezember 1924 des Niederösterreichischen Infanterieregiments General der Infanterie Carl Vaugoin Nr. 5. Danach war er Referent für das Ausbildungswesen im Verteidigungsministerium. 1927 ging er als Generalmajor in Pension, 1934 erhielt er den Rang eines Feldmarschallleutnants.

### Politische Laufbahn
Ludwig Hülgerth ging nach seiner militärischen Karriere in die Politik. Für den Heimatblock wurde er 1930 Listenführer in Kärnten. Im Ständestaat war er vom 7. März 1934 bis zum 3. November 1936 Landeshauptmann von Kärnten (Landesregierung Hülgerth). 1936 wurde er Leiter der Frontmiliz der Vaterländischen Front, des einzigen legalen paramilitärischen Verbands. Ab 3. November 1936 war Hülgerth Vizekanzler in der Regierung Schuschnigg III und gehörte in dieser Position auch der Regierung Schuschnigg IV an, die von 16. Februar bis 11. März 1938 amtierte.

### Letzte Ruhestätte

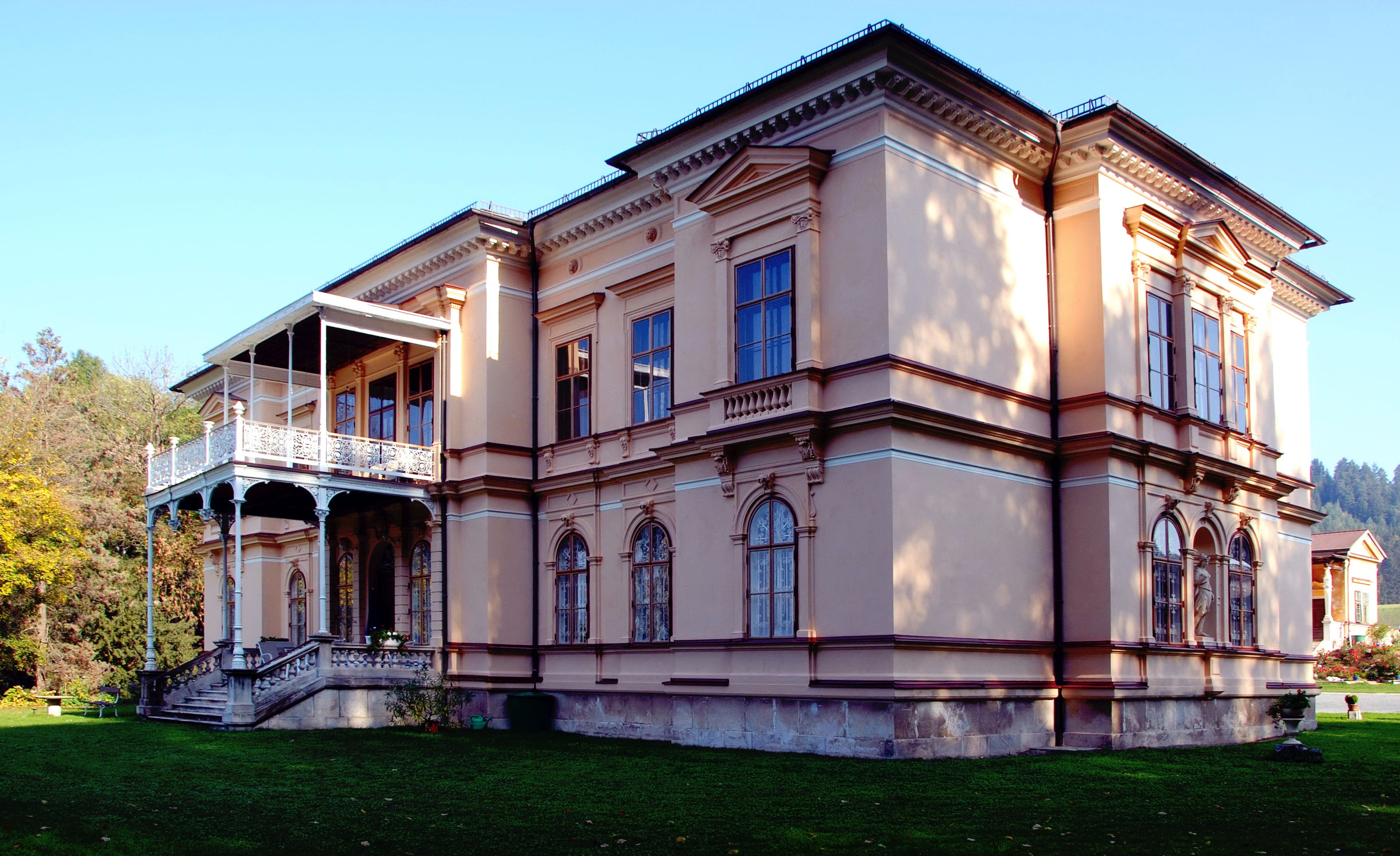
Schloss Rottenstein bei Sankt Georgen am Längsee

Hülgerth starb am 13. August 1939 auf Schloss Rottenstein, dem Anwesen seines Schwiegersohnes, wo er auch begraben liegt.
Nach Hülgerth ist das Kommandogebäude FM Hülgerth des Bundesheeres in Klagenfurt benannt. In Völkermarkt gibt es eine Ludwig-Hülgerth-Straße, in Maria Saal eine Hülgerth-Straße, in Klagenfurt einen Hülgerth-Park, in Graz eine Ludwig-Hülgerth-Gasse.

## Werk
Handbuch der Wehrausbildung, ³1933.